# Scacco mortale
Scacco mortale (Knight Moves) è un film thriller del 1992 diretto da Carl Schenkel e scritto da Brad Mirman.

## Trama
Una partita tra due giovani scacchisti finisce con lo sconfitto che aggredisce l'avversario e lo ferisce. Diversi anni dopo, colui che all'epoca vinse, Peter Sanderson, è diventato un giocatore di scacchi di livello internazionale ed è impegnato in un torneo in un'isola dello stato di Washington. Qui viene coinvolto nella morte di una delle hostess della manifestazione, con la quale aveva avuto una relazione  poche ore prima dell'omicidio. Poco dopo un misterioso e losco personaggio contatta Sanderson per telefono, per avvertirlo che colpirà ancora e per annunciargli di voler giocare una partita con lui proponendogli una serie di enigmi. Le morti si succedono, sempre con le stesse modalità, tanto che la polizia comincia a nutrire dei dubbi e a pensare che dietro a queste uccisioni ci sia proprio il giocatore di scacchi. Del caso si occupano gli agenti Frank Sedman e Andy Wagner, col supporto della psicologa Kathy Sheppard. I dubbi e i sospetti diventano certezze quando viene trovato morto anche il vecchio maestro di Sanderson con accanto un biglietto nel quale accusa l'allievo e nel quale dichiara di essere stato suo complice.
Peter, però, risolve l'enigma. Scopre, infatti, che l'omicida ha trasformato la mappa della città in una scacchiera e sta giocando con lui una partita che Peter aveva perso in un precedente torneo. Scampato alla polizia che lo sta cercando, lo scacchista scopre dove l'assassino ha portato la sua ultima vittima, sua figlia Erica e durante una lotta riesce ad ucciderlo. L'omicida altro non era che uno dei tecnici del torneo che stava disputando che, quando erano bambini, lui stesso aveva battuto provocando così, il suo odio e la sua sete di vendetta.